# Юдейська війна (книга)
Юдейська війна (грец. Ἰουδαϊκοῦ πόλεμος, Ioudaikou polemos), повністю Книги Йосипа Флавія про історію юдейської війни проти римлян (грец. Φλαβίου Ἰωσήπου ἱστορία Ἰουδαϊκοῦ πολέμου πρὸς Ῥωμαίους βιβλία, Phlabiou Iōsēpou historia Ioudaikou polemou pros Rōmaious biblia) — книга юдейського історика Йосипа Флавія про історію юдейської війни, що складалася з 9 томів.
Книга описує війну римлян з юдеями і зруйнування Єрусалима та дає короткий нарис подій, що передували війні — від взяття Єрусалиму Антіохом IV Єпіфаном до відступу з Єрусалима правителя римської провінції Сирії Цестія Галла та розгрому його військ юдеями. Ця перемога спричинила за собою повстання юдеїв проти римської влади, яке і стало предметом оповіді в останніх п'яти книгах аж до зруйнування Єрусалима у 70 році Тітом Флавієм Веспасіаном. Автор цієї книги був свідком і учасником описаних подій.
Книга написана бл. 75 року і, можливо, оригінально арамейською мовою. Пізніше перекладена грецькою.